# Íjászat a 2020. évi nyári olimpiai játékokon
A 2020. évi nyári olimpiai játékokon az íjászatban öt versenyszámban avattak olimpiai bajnokot. A versenyszámokat 2021. július 23. és 31. között rendezték meg. A versenyeken 64 férfi és 64 női sportoló vehetett részt.

## Részt vevő nemzetek
A versenyeken 51 nemzet 128 sportolója vesz részt.
- Amerikai Virgin-szigetek (ISV) (1 – 1 férfi)
- Ausztrália (AUS) (4 – 3 férfi, 1 nő)
- Banglades (BAN) (2 – 1 férfi, 1 nő)
- Belgium (BEL) (1 – 1 férfi)
- Bhután (BHU) (1 – 1 nő)
- Brazília (BRA) (2 – 1 férfi, 1 nő)
- Chile (CHI) (1 – 1 férfi)
- Csád (CHA) (1 – 1 nő)
- Csehország (CZE) (1 – 1 nő)
- Dánia (DEN) (1 – 1 nő)
- Dél-Korea (KOR) (6 – 3 férfi, 3 nő)
- Ecuador (ECU) (1 – 1 nő)
- Egyesült Államok (USA) (6 – 3 férfi, 3 nő)
- Egyiptom (EGY) (2 – 1 férfi, 1 nő)
- Észtország (EST) (1 – 1 nő)
- Fehéroroszország (BLR) (3 – 3 nő)
- Finnország (FIN) (1 – 1 férfi)
- Franciaország (FRA) (4 – 3 férfi, 1 nő)
- Görögország (GRE) (1 – 1 nő)
- Hollandia (NED) (4 – 3 férfi, 1 nő)
- India (IND) (4 – 3 férfi, 1 nő)
- Indonézia (INA) (4 – 3 férfi, 1 nő)
- Irán (IRI) (1 – 1 férfi)
- Izrael (ISR) (1 – 1 férfi)
- Japán (JPN) (6 – 3 férfi, 3 nő)
- Kanada (CAN) (2 – 1 férfi, 1 nő)
- Kazahsztán (KAZ) (3 – 3 férfi)
- Kína (CHN) (6 – 3 férfi, 3 nő)
- Kolumbia (COL) (2 – 1 férfi, 1 nő)
- Lengyelország (POL) (2 – 1 férfi, 1 nő)
- Luxemburg (LUX) (1 – 1 férfi)
- Magyarország (HUN) (1 – 1 férfi)
- Malajzia (MAS) (2 – 1 férfi, 1 nő)
- Malawi (MAW) (1 – 1 férfi)
- Mexikó (MEX) (4 – 1 férfi, 3 nő)
- Moldova (MDA) (2 – 1 férfi, 1 nő)
- Mongólia (MGL) (2 – 1 férfi, 1 nő)
- Nagy-Britannia (GBR) (6 – 3 férfi, 3 nő)
- Németország (GER) (4 – 1 férfi, 3 nő)
- Olaszország (ITA) (4 – 1 férfi, 3 nő)
- Az Orosz Olimpiai Bizottság versenyzői (ROC) (4 – 1 férfi, 3 nő)
- Románia (ROU) (1 – 1 nő)
- Spanyolország (ESP) (2 – 1 férfi, 1 nő)
- Svédország (SWE) (1 – 1 nő)
- Szlovákia (SVK) (1 – 1 nő)
- Szlovénia (SLO) (1 – 1 férfi)
- Tajvan (TPE) (6 – 3 férfi, 3 nő)
- Törökország (TUR) (2 – 1 férfi, 1 nő)
- Tunézia (TUN) (2 – 1 férfi, 1 nő)
- Ukrajna (UKR) (4 – 1 férfi, 3 nő)
- Vietnám (VIE) (2 – 1 férfi, 1 nő)

## Éremtáblázat
(A táblázatokban a rendező nemzet sportolói eltérő háttérszínnel, az egyes számoszlopok legmagasabb értéke vagy értékei vastagítással kiemelve.)
| A 2020. évi nyári olimpiai játékok éremtáblázata íjászatban | A 2020. évi nyári olimpiai játékok éremtáblázata íjászatban | A 2020. évi nyári olimpiai játékok éremtáblázata íjászatban | A 2020. évi nyári olimpiai játékok éremtáblázata íjászatban | A 2020. évi nyári olimpiai játékok éremtáblázata íjászatban | Olimpia  |
| ----------------------------------------------------------- | ----------------------------------------------------------- | ----------------------------------------------------------- | ----------------------------------------------------------- | ----------------------------------------------------------- | -------- |
|                                                             | Ország                                                      | Arany                                                       | Ezüst                                                       | Bronz                                                       | Összesen |
| 1.                                                          | Dél-Korea (KOR)                                             | 4                                                           | 0                                                           | 0                                                           | 4        |
| 2.                                                          | Törökország (TUR)                                           | 1                                                           | 0                                                           | 0                                                           | 1        |
|                                                             |                                                             |                                                             |                                                             |                                                             |          |
| 3.                                                          | Az Orosz Olimpiai Bizottság versenyzői (ROC)                | 0                                                           | 2                                                           | 0                                                           | 2        |
| 4.                                                          | Olaszország (ITA)                                           | 0                                                           | 1                                                           | 1                                                           | 2        |
| 5.                                                          | Hollandia (NED)                                             | 0                                                           | 1                                                           | 0                                                           | 1        |
| 5.                                                          | Tajvan (TPE)                                                | 0                                                           | 1                                                           | 0                                                           | 1        |
|                                                             |                                                             |                                                             |                                                             |                                                             |          |
| 7.                                                          | Japán (JPN)                                                 | 0                                                           | 0                                                           | 2                                                           | 2        |
| 8.                                                          | Mexikó (MEX)                                                | 0                                                           | 0                                                           | 1                                                           | 1        |
| 8.                                                          | Németország (GER)                                           | 0                                                           | 0                                                           | 1                                                           | 1        |
|                                                             |                                                             |                                                             |                                                             |                                                             |          |
| Összesen                                                    | Összesen                                                    | 5                                                           | 5                                                           | 5                                                           | 15       |

## Érmesek
| A 2020. évi nyári olimpiai játékok érmesei íjászatban | | |                                                                      |
| Versenyszám                                           | Arany                                                                                              | Ezüst | Bronz                                                                |
| Férfi egyéni                                          | Mete Gazoz · Törökország (TUR)                                                                     | Mauro Nespoli · Olaszország (ITA)                                                                             | Furukava Takaharu · Japán (JPN)                                      |
| Férfi csapat                                          | Dél-Korea (KOR) · Kim Udzsin (Kim Woo-jin) · O Dzsinhjok (O Jin-hyeok) · Kim Dzsedok (Kim Je-deok) | Tajvan (TPE) · Teng Jü-cseng (Deng Yu-cheng) · Tang Cse-csün (Tang Chih-chun) · Vej Csün-hang (Wei Chun-heng) | Japán (JPN) · Furukava Takaharu · Kavata Júki · Mutó Hiroki          |
| Női egyéni                                            | An szan (An San) · Dél-Korea (KOR)                                                                 | Jelena Oszipova · Az Orosz Olimpiai Bizottság versenyzői (ROC)                                                | Lucilla Boari · Olaszország (ITA)                                    |
| Női csapat                                            | Dél-Korea (KOR) · An Szan (An San) · Csang Minhi (Jang Min-hee) · Kang Cshejong (Kang Chae-young)  | Az Orosz Olimpiai Bizottság versenyzői (ROC) · Szvetlana Gombojeva · Jelena Oszipova · Kszenyija Perova       | Németország (GER) · Michelle Kroppen · Charline Schwarz · Lisa Unruh |
| Vegyes csapat                                         | Dél-Korea (KOR) · Kim Dzsedok (Kim Je-deok) · An Szan (An San)                                     | Hollandia (NED) · Steve Wijler · Gabriela Schloesser                                                          | Mexikó (MEX) · Luis Álvarez · Alejandra Valencia                     |